# HDI-Arena
HDI-Arena (do roku 2002: Niedersachsenstadion, 2002–2013 AWD-Arena) je hannoverský stadion, který po svém otevření roku 1954 pojal 80 000 diváků, se během doby stal oblíbeným nejen jako místo pro sportovní události v lehké atletice, ragby a americkém fotbale, ale i jako místo pro pořádání open air koncertů rockových a popových skupin. Také se zde odehrály zápasy Mistrovství světa ve fotbale 1974. Po poslední přestavbě, která stála 61 milionů eur trvala dva roky a byla ukončena roku 2005, zde najde místo 44 652 diváků, během fotbalového Mistrovství světa v roce 2006 to bylo „jen“ 39 297. Za zmínku stojí i ozvučení stadionu, který má 60 reproduktorů s výkonem 26 400 wattů.